# پل بید گل
پل بید گل مربوط به دوره صفوی است و در شهرستان مرودشت، بخش درودزن، دهستان ابرج، جنوب روستای بیدگل واقع شده و این اثر در تاریخ ۳۰ بهمن ۱۳۸۶ با شمارهٔ ثبت ۲۰۹۴۶ به‌عنوان یکی از آثار ملی ایران به ثبت رسیده است.